# När värld och vänner lämna dig
När värld och vänner lämna dig är en psalm med text skriven av Johan Olof Wallin.

## Publicerad i
- 1819 års psalmbok som nr 242 under rubriken "Kristligt sinne och förhållande - I allmänhet: Förhållandet till Gud: Tålamod och tröst av Guds godhet under korset och bedrövelsen".[1]